# Plac Powstańców Śląskich w Chorzowie
Plac Powstańców Śląskich w Chorzowie − plac położony w Chorzowie, przy skrzyżowaniu ul. Katowickiej i ul. Krakusa w Chorzowie.
W centralnym punkcie pl. Powstańców Śląskich znajduje się Pomnik Powstańca Śląskiego projektu Henryka Goraja i Tadeusza Ślimakowskiego (będący rekonstrukcją przedwojennego pomnika Stefana Zbigniewicza) odsłonięty 1 września 1971 r.